# Viper Aircraft ViperJet
Viper Jet je majhen enomotorni doma zgrajeni zelo lahek reaktivec, ki ga je razvijalo ameriško podjetje Viper Aircraft. Po zasnovi je konvencionalni nizkokrilec z naklonjenimi krili in dvema tandem sedežema. Ima uvlačljivo pristajalno podvozje tipa tricikel. Večinoma je grajen iz kompozitnih materialov.
Prvič je poletel oktobra 1999. Javnosti so ga predstavili leta 2000 na EAA AirVenture Oshkosh.
Cena kita za domačo sestavo je $182.000, vendar lahko kupci kupijo prej sestavljene dele, tako je bila povprečna nakupna cena $350.000. Sestava traja okrog 3000 ur.
Oktobra 2012 je bilo pri FAA registrirano 5 letal.

## Tehnične specifikacije (MKII)
Okvirne specifikacije:
- Posadka: 1 pilot
- Kapaciteta: 1 (skupaj 2)
- Dolžina: 25 ft 6 in (7,80 m)
- Razpon kril: 27 ft 10 in (8,48 m)
- Prazna teža: 3200 lb (1452 kg)
- Bruto teža: 5100 lb (2320 kg)
- Motor: 1 × General Electric J85, 2850 lbf (12,7 kN)

- Največja hitrost: 437 mph (700 km/h)
- Potovalna hitrost: 391 mph (626 km/h)
- Hitrost izgube vzgona: 80 mph (130 km/h)
- Dolet: 1500 milj (2400 km)
- Višina leta (servisna): 45000 ft (13715 m)
- Hitrost vzpenjanja: 12000 ft/min (61 m/s)